# Víctor Lerma
Víctor Lerma (Tijuana, Baja California, México, 1949) es un artista plástico, promotor y archivista mexicano. Su obra comprende técnicas como el dibujo, la pintura, la electrografía, el arte conceptual, el performance -del cual fue pionero en México- y la instalación artística.

## Trayectoria artística
Estudió arquitectura en Los Ángeles y artes plásticas en la Academia de San Carlos de la Universidad Nacional Autónoma de México entre 1973 y 1977. Si bien no formó parte de ellos, su obra nació en el contexto del surgimiento de Los grupos, corriente de arte de México que involucró a colectivos como TAI, Proceso y Polvo de gallina negra. A fines de los años 70 volvió a Los Ángeles. 
Dese 1991 formó con la artista Mónica Mayer distintos archivos que compendian la actividad artística contemporánea como Raya, crítica y debate y el archivo hemerográfico y galería de autor Pinto mi raya el cual compendia 28 000 artículos de crítica de arte y 200 000 noticias y entrevistas periodísticas, siendo uno de los más relevantes de su país.
En 1998, Lerma y Mayer crearon el proyecto La Pala, una revista de arte no-objetual para realizar u analizar proyectos de arte mexicano, recavar antecedentes históricos mexicanos, promover debater teóricos y políticas culturales entre Estados Unidos y México, utilizando internet como soporte.
De 2019-2021 fue acreedor del Sistema Nacional de Creadores de Arte con el proyecto "Kit de esquinaː interposiciones visuales y desdoblamientos del archivo de Pinto mi Raya".

## Obra
- ¡Aguas! (instalación, Museo de Arte Moderno (MAM), 1991)
- Justicia y democracia (instalación, MAM, 1995)

### Exposiciones individuales
- Galería Juan Martín, 1984
- Galería Eduardo Matas, 1995.

### Sobre su obra
- Acevedo A. Victor Lerma: artista y promotor (Cultura Norte, 1995)

## Premios y reconocimientos
- Beca del FONCA para el proyecto Electrografía Monumental en Papel de Algodón, 1994
- Beca de la Fundación Rockefeller, BBVA Vancomer y el FONCA para el proyecto La pala, 1998